# Die Letzten von Fort Kandahar
Die Letzten von Fort Kandahar (Originaltitel: The Brigand of Kandahar) ist ein 1964 entstandener, in der Kolonialzeit spielender, britischer Abenteuerfilm aus der Hammer Films-Produktion mit Ronald Lewis als die Seiten wechselnder Berufsoffizier, Oliver Reed als indisch-afghanischer Rebellenführer und Duncan Lamont als Kommandant des titelgebenden Forts in den Hauptrollen.

## Handlung
Handlungsort ist ein englischer Außenposten im äußersten Nordwesten der britischen Kolonie Indien, dem heutigen Afghanistan, rund um das Jahr 1850. In der Garnison herrscht weitgehend Langeweile, da nur selten etwas in diesem abgelegenen Flecken des Empires geschieht. Ltnt. Case hat einen schwierigen Stand in seinem von Rassenvorurteilen und Standesdünkeln geprägten Regiment, denn durch seine Adern fließt auch indisches Blut. Dass er eine Affäre mit der Engländerin Elsa, der Frau eines seiner Kameraden hat, macht seine Stellung vor Ort nicht eben leichter. Elsa möchte diese als skandalös empfundene Beziehung denn auch beenden. Bei einem Einsatz außerhalb der Festung, an dem auch Case teilnimmt, gerät ein englischer Soldat in Gefangenschaft aufständischer Einheimischer, wie Case im Rapport gegenüber seinem Vorgesetzten, Colonel Drewe, berichten muss. Wie es der Zufall will, handelt es sich bei diesem Kameraden ausgerechnet um Elsas Ehemann. Da es aber Case gelang, allein zurückzukehren, wird ihm Feigheit vor dem Feind vorgeworfen. Hinter vorgehaltener Hand wird gemunkelt: Der nicht „rein britische“ Case hätte sich womöglich mit dem Feind verbrüdert und den Kameraden de facto geopfert.
Colonel Drewe strengt daraufhin ein Kriegsgericht gegen Ltnt. Case an. Das Urteil stellt dessen Schuld fest: Case wird daraufhin degradiert und zu einer Gefängnisstrafe verurteilt. Zutiefst von der Ungerechtigkeit dieses Urteils überzeugt, bricht Case aus dem Gefängnis aus und flieht in die Berge, wo sich die Aufständischen verstecken. Prompt gerät Ltnt. Case in deren Hände und wird von dem Anführer Ali Khan empfangen und verhört. Khan macht Case das Angebot, hier Zuflucht zu finden, um sich an den Briten rächen zu können. Dafür müsse Case Alis Krieger bis vor die Pforten der Festung führen. Der ist dazu bereit, verlangt aber eine Garantie, dass Zivilisten verschont werden müssten. Ali Khan hat in der Zwischenzeit Elsa Ehemann schwer misshandelt. Ltnt. Case lernt während seines Aufenthalts bei den Aufständischen auch Alis Schwester kennen, die schöne und rassige Ratina, die auf ihn großen Eindruck hinterlässt. Bald beginnt er sich für sie zu interessieren, während Ali Khan mit einigen seiner Leute auf Erkundungsmission geht.
In der Zwischenzeit ist im Fort ein gewisser James Marriott eingetroffen, ein Zeitungskorrespondent aus England. Der hat vom Kriegsgerichtsprozess gegen Case gehört und will darüber berichten. Als er mit Elsa über Case sprechen möchte, bürstet sie ihn ziemlich schroff ab und unterstellt ihm Sensationsgier. Derweil lässt Colonel Drewe die Gegend durchkämmen, um dem Versteck von Ali Khan und seinen Rebellen auf die Spur zu kommen. Um den Druck zu erhöhen, droht Drewe den Einheimischen sogar mit der Erschießung einer der Ihren. Die Drohgebärde hat Erfolg, und ein Freiwilligentrupp folgt der angegebenen Spur zu Ali Khans Leuten. Auch Marriott ist dabei, doch bald gerät der Trupp in einen Hinterhalt, und es kommt zu einem kurzen aber heftigen Scharmützel, bei dem einige Soldaten sterben. Der Rest wird von den Aufständischen gefangen genommen, auch der Zeitungsreporter. Marriott erkennt Case, der ihn und die anderen davor warnt, Fluchtversuche zu unternehmen. Case tötet schließlich Elsas Ehemann, da dieser von Ali Khan derart schwer verstümmelt wurde, dass er kaum Überlebenschancen hat. Dann lässt er Marriott mit der Auflage frei, dass er zum Fort Kandahar zurück reitet und Colonel Drewe folgende Botschaft überbringt: Das Leben eines jeden Zivilisten, der sich jetzt noch aufmacht, die Gegend zu verlassen, soll verschont werden.
Colonel Drewe lässt sich darauf ein und lässt alle Zivilisten mit einer kleinen Militäreskorte ziehen. Ratina missfällt Cases Garantieerklärung und sorgt während der Abwesenheit ihres Bruders dafür, dass die Militäreskorte mit den Zivilisten doch überfallen wird. Der gleichfalls unter den Zivilisten befindliche Marriott wird dabei niedergeschlagen. Elsa wird verschleppt und in die Höhle, das Hauptquartier der Rebellen, gebracht. Hier trifft sie ihren ehemaligen Liebhaber wieder und muss erfahren, dass ihr Mann tot ist. Wenig später kehrt Ali Khan vom Erkundungstrip zurück und verkündet, dass die Briten offensichtlich militärische Verstärkung erwarten. Daher befiehlt Khan einen Angriff auf Fort Kandahar noch am folgenden Tag. Ratina spielt sich in ihrer Eifersucht gegenüber Elsa auf und möchte diese so schnell wie möglich loswerden. Khan zeigt Interesse daran, Elsa als seine ganz persönliche Beute in Besitz zu nehmen. Doch Case will seine Ex-Geliebte auf jeden Fall vor den Barbaren schützen. Khan fordert den Halbbriten zum Kampf Mann gegen Mann heraus. Während des Zweikampfs gelingt es Elsa, gemeinsam mit Marriott zu fliehen, und beide reiten zurück nach Fort Kandahar, um Colonel Drewe und seine Leute vor dem unmittelbar bevorstehenden Generalangriff der Aufständischen zu warnen. Der Zweikampf zwischen Case und Ali Khan geht zugunsten des britischen Ex-Offiziers aus, der den Bandenanführer erdrosselt. Dann ernennt er sich mit Ratinas Unterstützung zum neuen Rebellenchef.
Als am folgenden Tag der Angriff auf Fort Kandahar beginnen soll, geraten die Rebellen unter Cases Führung in einen Hinterhalt der Engländer. Die Übermacht der Briten ist gewaltig, und die Niederlage der Aufständischen scheint nicht mehr abwendbar. Die berittenen Bengal Lancers geben den Gegnern den Rest. Case wird von einer Kugel verwundet, ihm gelingt in letzter Sekunde die Flucht auf einem erbeuteten Pferd. Während er zur Höhle zurückgaloppiert, verfolgt ihn Colonel Drewe mit seinen Mannen. In die Ecke getrieben, kommt es zu einem kurzen Schusswechsel zwischen Case und seinem ehemaligen Vorgesetzten Drewe. Ratina erscheint auf der Bildfläche und wirft sich mit ins Getümmel. Als sie ebenfalls das Feuer auf die Engländer eröffnet, wird auch auf sie geschossen. Schließlich sterben sowohl Case als auch Ratina im Kugelhagel. Im Todeskampf berühren sich beide bei den Händen. Wieder zurück im Fort, soll Colonel Drewe gegenüber Reporter James Marriott für seinen nächsten Artikel Rede und Antwort stehen. Dabei attackiert der Journalist den Fortkommandanten heftig und wirft ihm vor, durch seinen Rassismus Case erst in die Arme der Rebellen getrieben und damit einen fähigen Offizier verloren zu haben. Dann sagt der Zeitungsmann mit kühlem Zorn: „Ich werde über die tapferen Männer schreiben, aber nicht über sie. Über ersteres zu schreiben, lohnt sich doch, finden Sie nicht?“. Im Schlussbild sieht man, wie militärische Verstärkung unter dem Klang der Signalhörner zum Fort Kandahar reitet.

## Produktionsnotizen
Die Letzten von Fort Kandahar entstand 1964 als reine Studioproduktion in den Elstree Studios und wurde am 9. August 1965 in London uraufgeführt. Die deutsche Erstaufführung fand am 12. Juli 1975 in der ARD statt. Die Außenaufnahmen zu diesem Film wurden Archivmaterial (vor allem aus Terence Youngs ebenfalls im 19. Jahrhundert in Afghanistan spielenden Film “Zarak Khan” von 1956) entnommen.
Die Filmbauten entwarf Bernard Robinson, die Schnittaufsicht übernahm James Needs.

## Kritiken
Der Movie & Video Guide nannte den Film kurz „Unsinn“ und fügte hinzu, dass sich eine gute Besetzung „redlich bemühe“.
Halliwell‘s Film Guide empfand den Film als „schwaches Grenzland-Abenteuer mit nichts, was wahrhaftig klingt“.

„Schwacher Abenteuerfilm vor dem Hintergrund gescheiterter englischer Kolonialpolitik.“

Auf horrorview.com wird darauf hingewiesen, dass im Jahr zuvor das Kolonialfilmabenteuer Zulu ein großer kommerzieller Erfolg gewesen war, und Hammer-Films sich mit ihrem filmischen Schnellschuss ein ähnlich gutes Geschäft erhoffte. Doch gab es folgendes Problem: „Die Schwierigkeit ist, dass der Film gefangen ist zwischen dem Versuch, den gestellten Auftrag zu erfüllen, ein patriotisches Actionabenteuer zu erzählen … und zugleich zu versuchen, einen Rassismus zu hinterfragen, der hinter dem Imperialismus lauert, der diese Form von Narrativ in erster Linie Geburtshilfe leistet.“